# Justice League Dark (film)
Série DCAMU
La Ligue des justiciers vs. les Teen Titans
(2016) Teen Titans: The Judas Contract
(2017)
Pour plus de détails, voir Fiche technique et Distribution.
Justice League Dark est un film d'animation américain réalisé par Jay Oliva, sorti directement en vidéo en 2017, 28e film de la collection DC Universe Animated Original Movies.
Le film débute alors que les terriens semblent sous l'emprise d'une magie puissante qui les conduit à voir des démons partout et à s'entretuer. La Ligue des justiciers est dépassée par ce phénomène. Batman, bien que sceptique, est contraint de faire appel aux services spécifiques de John Constantine et de ses camarades spécialistes de l'occultisme pour contrer une importante menace d'invasion et démasquer le responsable de cette folie meurtrière.
Le film reprend un ancien scénario d'un projet de film live Dark Universe qui devait adapter les comics Justice League Dark. Il est la suite des deux longs-métrages La Ligue des justiciers : Le Trône de l'Atlantide et La Ligue des justiciers vs. les Teen Titans dans la série DC Animated Movie Universe (DCAMU) basée sur la continuité The New 52, et met en scène les membres de la Ligue des ténèbres : John Constantine, Zatanna, Deadman et Jason Blood / Etrigan.

## Synopsis
À travers le monde, des milliers de personnes commettent des crimes de toutes sortes, expliquant que leurs victimes sont des créatures démoniaques. La Ligue des justiciers commence à enquêter et alors que Superman et Wonder Woman optent immédiatement pour la piste surnaturelle, Batman se montre dubitatif. Le soir même, il est possédé par un esprit qui recouvre les murs de sa chambre avec le nom « Constantine ».
Cinq jours plus tôt, John Constantine, un célèbre occultiste, est à Las Vegas avec son ami Jason Blood jouant au poker dans un tripot clandestin contre trois démons, qui une fois battus, se jettent sur lui. Il parvient pourtant à les repousser en enfer grâce à Etrigan, un démon lié à Jason, et à mettre la main sur la Pierre des Rêves, un puissant artefact de magie noire qu'il décide de garder chez lui, dans la Maison des Mystères.
De retour au présent, Batman demande à Zatanna de l'aide pour trouver John. Elle le conduit jusqu'à lui, accompagné de Boston Brand alias Deadman, l'esprit qui avait possédé Bruce dans sa chambre. Sur le chemin, ils sont acculés par une tornade lancée sur eux par un puissant sorcier, mais ils parviennent à s'échapper et à se réfugier dans la Maison des Mystères où ils font la connaissance de Black Orchid, l'incarnation de la magie de la Maison.
Batman confie à John que la Ligue des justiciers n'a pas les moyens de faire face à cette situation. Ils se rendent alors chez Ritchie Simpson, une connaissance de John atteint d'un cancer, qui leur remet une amulette, la clé de Keshanti, avec laquelle ils espèrent comprendre l'origine de la folie collective. John et Zatanna se rendent à l'hôpital central de Metropolis et, en scrutant les souvenirs d'un homme à travers l'objet magique, ils découvrent une ombre portant une bague particulière. Pendant que John et Zatanna sont dans l'esprit de l'homme, l'hôpital est attaqué par d'autres entités surnaturelles, auxquelles Batman et Deadman parviennent à faire face.
Le groupe retourne chez Ritchie et le retrouve mourant avec Jason Blood penché au-dessus de son corps. Celui-ci prend la fuite en voyant arriver Constantine qui le poursuit et finit par l'attraper pendant que Batman sauve Richie, avant de tous revenir à la Maison. John demande à Black Orchid de protéger Ritchie, très affaibli, et de lui montrer la bague à son réveil. Il questionne ensuite Jason qui explique ne pas avoir attaqué Ritchie et qu'il cherchait seulement à localiser la Maison des Mystères et plus précisément la Pierre des Rêves.
Après avoir vu la bague, Ritchie dirige le groupe vers Felix Faust, un puissant sorcier noir. Pour le localiser, ils demandent de l'aide à Swamp Thing, la créature des marais, qui les conduit à l'observatoire de Faust où une bataille éclate entre lui et le groupe qui parvient à l'emporter mais découvrent que Faust n'est en aucun cas lié aux événements cauchemardesques. Ils comprennent donc avoir été dupés par Ritchie, qui en fait, est en possession d'un fragment de la Pierre des Rêves pour l'aider à lutter contre son cancer. Il tue Black Orchid, contrainte de lui obéir à la suite de la demande de Constantine, puis récupère le reste de la pierre.
De retour à la Maison, John tente de raisonner Ritchie mais celui-ci explique qu'il a fait tout cela afin de guérir de sa maladie. En réalité, il est manipulé par une entité appelée Destiny, un être magique puissant qui, dans le passé, a été vaincu par le sorcier Merlin et Etrigan. Lors de cette bataille, Jason Blood fut mortellement blessé et Merlin décida alors de le lier à Etrigan pour sauver sa vie.
Tout à coup, la Pierre des Rêves prend possession du corps de Ritchie entrainant la résurrection de Destiny qui détruit la Maison et part semer le chaos. La Ligue des justiciers est victime d'hallucinations démoniaques alors que Destiny parvient à battre Etrigan, le séparant de Jason, et Swamp Thing, le séparant de sa moitié humaine Alec Holland. Cependant, John et Deadman le piège permettant à Jason Blood de le blesser mortellement en expulsant la Pierre des Rêves que Batman détruit.
Alors que Ritchie vient de récupérer son corps, Constantine laisse les esprits infernaux prendre son âme. Jason, désormais dépourvu de son démon immortel, meurt et est enterré là où se trouvait autrefois son village. Etrigan retourne en enfer tandis que John et Zatanna, maintenant reconnectés, se rendent ensemble dans la nouvelle Maison des Mystères, où Deadman commence également une nouvelle vie avec Black Orchid.

## Fiche technique
- Titre original : Justice League Dark
- Réalisation : Jay Oliva
- Scénario : J. M. DeMatteis et Ernie Altbacker, d'après les personnages de DC Comics
- Musique : Robert J. Kral
- Direction artistique du doublage original : Wes Gleason
- Montage : Christopher D. Lozinski
- Animation : DR Movie
- Production déléguée : Sam Register
- Production exécutive : Amy McKenna
- Coproduction : Alan Burnett
- Supervision de la production : James Tucker
- Sociétés de production : Warner Bros. Animation et DC Entertainment
- Société de distribution : Warner Home Video
- Pays de production :  États-Unis
- Langue originale : anglais
- Genre : animation, super-héros
- Durée : 75 minutes
- Dates de sortie :
  - États-Unis : 24 janvier 2017 (VOD), 7 février 2017 (DVD/Blu-ray)
  - France : 1er mars 2017[4]
- Classification : R (interdit -17 ans) aux États-Unis, accord parental -12 ans en France

 Sauf indication contraire, les informations mentionnées dans cette section peuvent être confirmées par la base de données cinématographiques IMDb,  présente dans la section « Liens externes ».

## Distribution

### Voix originales
- Matt Ryan : John Constantine
- Camilla Luddington : Zatanna
- Jason O'Mara : Batman
- Ray Chase (en) : Jason Blood, Etrigan
- Nicholas Turturro : Boston Brand / Deadman
- Jeremy Davies : Ritchie Simpson (en)
- Rosario Dawson : Wonder Woman
- Enrico Colantoni : Felix Faust (en)
- Jerry O'Connell : Superman
- Roger Cross : John Stewart / Green Lantern, Swamp Thing
- JB Blanc : Abnegazar, Merlin
- Alfred Molina : Destiny (en)
- Colleen O'Shaughnessey (en) : Orchidée noire (en)

### Voix françaises
- Axel Kiener : John Constantine
- Nathalie Gazdik : Zatanna
- Emmanuel Jacomy : Batman
- Philippe Dumond : Jason Blood
- Jean-Marc Galera : Etrigan
- Thierry Wermuth : Boston Brand / Deadman
- Cyrille Monge : Ritchie Simpson
- Delphine Braillon : Wonder Woman
- Bruno Dubernat : Felix Faust
- Adrien Antoine : Superman
- Michel Vigné : John Stewart / Green Lantern
- Renaud Marx : Abnegazar
- Marc Saez : Merlin
- Antoine Tomé : Destiny
- Saïd Amadis : Swamp Thing

Société de doublage VF : Deluxe, adaptation VF : Marc Saez
 Source : voix originales et françaises sur Latourdesheros.com.

## Production
Le film reprend un ancien scénario d'un projet de film live sur la Justice League Dark qui devait être produit et réalisé par Guillermo del Toro.
Matt Ryan prête ici sa voix à John Constantine. Il l'avait déjà interprété dans la série télévisée en prises de vue réelles Constantine (2014-2015). Par ailleurs, les traits du personnage dans ce film sont inspirés par le chanteur Sting.